# Мова спадщини
Мовна спадщина — спільна історія народу, форми комунікацій всередині суспільства, історія сімейного роду, спільна пам'ять суспільства, яка передається дітям та онукам, наступним поколінням народу.
Природна мова — мова корінних народів, аборигенів, етносів, яка є сукупністю правил довільно обраних етнічною нацією (родовим плем'ям) прийнятих у формах волі та баченні суспільства.
Утворюється природна мова за допомогою знаків, символів або коду родового плем‘я, для формування опису явищ і цінностей етнічного суспільства. Комбінуванням взаємовідносин знаків між собою, для створення варіантів вираження думок. Природна мова корінних народів утворюється зі спільного бачення Всесвіту, спільних цінностей та ідей етнічного суспільства, Культура природної мови формується баченням етнічної нації мистецтва, науки, музику, вірі, ритуалів, релігії. Нащадки родового плем'я трансформують мову, її правила, розуміння мови для потреб покоління.
Етнічна мова нації об'єднує родом, народом, попередніми поколіннями, спільною культурною пам'яттю, історією. Природна мова етносів є мовною спадщиною народів, усвідомлення єдності суспільства з родом та відмінності від інших культур. Нащадкам покоління в покоління передається історія народу, мови. Батьки та близькі знайомлять дитину з культурою свого народу, своїм родом та культурами інших народів.
Людина, яка виростає в культурі свого народу, вільно розмовляє і розуміє мову спадщини, усвідомлює у своєму природному розвитку, населення ототожнює себе з етнічною культурою пращурів.
Корінні народи, які через війну опинились в поневоленні імперіалістичними державами, втрачають можливість бути зі своїм родом і залежать від імперії.

## Визначення та використання
Мовна спадщина людей, які мають культурний зв'язок з етнічним населенням країни — це державна мова країни, територія та населення якої визначається історією. Є першою мовою, яка вивчається з дитинства від батьків, шляхом природної комунікації з, країни. Мовна спадщина у вільній країні вільно вивчається та використовується, є мовою більшості населення. У поневолених країнах існують заборони на мову, культуру, спільну пам‘ять рідної країни.

## Суперечності у визначенні
У наративах імперіалістичних держав після загарбницької війни діють заборони та підкорення етнічної спільноти, знищується культура етнічної спільноти, окупаційні війська практикують жорстокість і байдужість до поневолених. Війська загарбників примушують корінні народи відмовитись від рідної мови, культури та спільної пам'яті народа, роз'єднуючи спільноту.
Заборона ідентичності корінного населення та примус у використанні мови домінантів-загарбників.
Змінюється розуміння та пам‘ять рідної мови у дітей, через викрадення країною окупантом дитини, вбивство або поневолення її батьків.
Дитина, без комунікації з носіями рідної мови, втрачає зв'язок зі своїм родом та спільною пам'яттю, рідної культури. У дітей виховується покірна свідомість на землях імперії.
Корінні населення перебувають під загрозою зникнення, через війни та поневолення.
Вільне етнічне суспільство природньо формує діалекти рідної мови, на які вливає в культурному, географічному та соціальному контексті.
Знання та вміння користуватись рідною мовою (мовою спадщини) залежить від комунікації в спільноті, часу навчання та якості суспільної освіти.
Дослідження рідної культури, правил мови, історії суспільства впливають на якість розуміння мови, як вивченої з дитинства, так і у дорослому віці.
Вільне володіння мовою можливо в умовах практики та навчання.
Через формування культурного зв'язку з рідною мовою відбувається відновлення спільної пам‘яті корінного населення.

## Вміння
Учні, які вивчають мову спадщини, вільно володіють домінуючою мовою і їм зручно використовувати її у формальній обстановці через їхню мову під час формальної освіти. [6][11] Однак їхнє знання мови спадщини дуже відрізняється. Деякі учні, які вивчають мову спадщини, можуть втратити вільне володіння рідною мовою після того, як вони почнуть формальну освіту домінуючою мовою. [2] Інші можуть використовувати мову спадщини вдома та в сім'ї, але мало або зовсім не отримувати формального навчання мови спадщини і, отже, можуть зазнавати труднощів з навичками грамотності або з його використанням в більш широких умовах поза домом. [2] Додатковим фактором, який впливає на вивчення учнями, є те, виявляють вони бажання чи небажання до вивчення мови спадщини. [14]
Одним із факторів, який, як було показано, впливає на втрату вільного володіння мовою спадщини, є вік. Дослідження показали, що молодші двомовні діти більш схильні до втрати навичок мови, ніж старші двомовні діти. [6] Чим старшою є дитина, коли вводиться домінуюча мова, тим менше стає ймовірність того, що вона втратить здатність використовувати свою рідну мову (мова спадщини). [6] Це пов'язано з тим, що чим старша дитина, тим більше у неї досвіду і знань про використання мови спадщини, а, отже, мова спадщини залишиться основною мовою. [2]
Дослідники встановили, що це явище стосується насамперед здатності до запам'ятовування людини. Як тільки мережа пам'яті організована, мозку важко реорганізувати інформацію всупереч вихідній інформації, тому що попередня інформація була оброблена раніше. [15] Це явище стає боротьбою для дорослих, які намагаються вивчити іншу мову. Після того, як особа вільно вивчить мову, на неї будуть сильно впливати граматичні правила та вимови першої мови, яку вона вивчила, під час вивчення нової мови. [6]
Ефективним способом вимірювання рівня мовця спадщини є рівень швидкості мовлення. Вивчення гендерної перебудови в спадщині російською мовою показало, що доповідачі спадщини поділилися на дві групи: тих, хто підтримував тригендерну систему та тих, хто докорінно реалізував систему як двогендерну. Мовці спадщини, які реалізували тригендерну систему як двогендерну систему, мали сильну кореляцію із повільнішою швидкістю мови. Кореляція проста — носіям з низьким рівнем володіння складніше отримати доступ до лексичних елементів; отже, їх мова уповільнена. [16]
Незважаючи на те, що частота мовлення виявилася ефективним способом вимірювання рівня знань носіїв спадщини, деякі носії спадщини неохоче продукують будь-яку мову спадщини. Лексична майстерність — це альтернативний метод, який також є ефективним для вимірювання рівня знань. [17] У дослідженні з російськими мовцями спадщини була сильна кореляція між знанням лексики (вимірюється за допомогою базового списку слів близько 200) та контролюванням мовця над граматичними знаннями, такими як узгодження, часове маркування та вбудовування. [17]
Деякі носії спадщини явно вивчають мову, щоб отримати додаткові знання. Траєкторії навчання носіїв спадщини помітно відрізняються від траєкторій учнів другої мови з незначним або відсутнім попереднім впливом цільової мови. Наприклад, студенти, які займаються спадщиною, зазвичай виявляють фонологічну перевагу перед іншими мовами як у сприйнятті, так і у відтворенні мови спадщини, навіть коли їх вплив мовою спадщини було перервано дуже рано. [18][19] Носії спадщини також мають тенденцію розрізняти, а не об'єднувати, плутають звуки в мові спадщини і володіють домінуючою мовою краще, ніж вивчають другу мову. [20] У морфосінтаксисі було також виявлено, що носії спадщини більш схожі на носіїв мови, ніж ті, що вивчають другу мову, [15] [21], хоча зазвичай вони значно відрізняються від носіїв мови. [16][22]
Багато лінгвістів називають цю зміну в опануванні мови спадщини «неповним придбанням» або «виснаженням». [22] «Неповне придбання», що його визначає Монтруль, — це результат засвоєння мови, який не є завершеним у дитинстві."[6] У цьому неповному придбанні є особливі властивості мови, які не змогли досягти відповідних віку рівнів володіння мовою після введення домінуючої мови. Виснаження, визначене Монтрулом, — це втрата певної властивості мови після того, як вона вже була освоєна на рівні носія мови. [6] Ці два випадки втрати рівня мови були використані Монрулом та багатьма іншими лінгвістами для опису змін у оволодінні мовою спадщини. Однак це не єдина точка зору мовознавців, що описують здобуття мови спадщини.
Одним із аргументів проти неповного опанування мови є те, що дані, які отримують мовці спадщини, відрізняються від одномовних (на вклад цього може впливати крос-покоління, серед інших факторів), тому порівняння носіїв спадщини з одномовними є слабким. [23] Цей аргумент Паскаля і Ротмана стверджує, що, таким чином, набуття мови спадщини не є неповним чи повним, а просто відрізняється від одномовного оволодіння мовою [23]. Ще один аргумент свідчить про зміщення фокусу на результаті неповного оволодіння мовою спадщини до процесу засвоєння мови спадщини. В цьому аргументі вирішальним фактором змін внабутті мови спадщини є ступінь, в якому носій спадщини активує і обробляє мову спадщини. [24] Таким чином, ця нова модель відходить від оволодіння мовою, що залежить від впливу мови, і переходить до залежності від частоти обробки для виробництва та осмислення мови спадщини.
Деякі коледжі та університети пропонують курси, підготовлені спеціально для носіїв мов спадщини. Наприклад, студенти, які вдома вивчають іспанську мову, можуть записатись на курс, який базуватиметься на їхніх навичках іспанської. [25]